# Каријатиде
Каријатиде (грч. Καρυάτις, множина: грч. Καρυάτιδες) у класичној архитектури, су статуе женских фигура које се користе умјесто стубова.
У архитектури у којој предоминира мермер, каријатиде су се први пут појавиле у пару, у три мале грађевине на Делфима (550-530. п. н. е.). По причи римског писца Витрувија, каријатиде су представљале жене из Карија, које су биле осуђене на тежак рад, за вријеме опсаде Персијанаца, 480. године п. н. е., током њихове друге инвазије на Грчку.
Најрепрезентативнији примјер каријатида је трем Ерехтеона са шест фигура (420-415. п. н. е.) на Акропољу у Атини. Касније су директно копиране у Вили Тиволи, римског цара Адријана. Други примјери се налазе у Вили Албани у Риму и двије колосалне фигуре мањег пропилона у Елеусису.

## Галерија
- Каријатиде Ивана Мештровића у Народном музеју, Београд.
- Каријатиде на Старом двору у Београду.